# ЦСКА (станція метро)
55°47′12″ пн. ш. 37°32′00″ сх. д. / 55.78667° пн. ш. 37.53333° сх. д.
ЦСКА (рос. ЦСКА) — станція Великої кільцевої лінії Московського метрополітену. Відкрита 26 лютого 2018 у складі черги «Діловий центр» — «Петровський парк».
З моменту відкриття станція була частиною двох маршрутів:  Солнцевської лінії та  Великої кільцевої лінії 12 грудня 2020 року, рух Солнцевської лінії по дільниці «Парк Перемоги» — «Савеловська» припинився.

## Конструкція
Колонна трипрогінна станція мілкого закладення (глибина закладення — 28 м) з однією прямою острівною платформою.

## Колійний розвиток
Станція без колійного розвитку.

## Оздоблення
Оздоблення станції ґрунтовано на символіці Центрального спортивного клубу Армії, ім'ям якого вона названа. Основними кольорами на станції є червоний і синій. Таблички з назвою станції на колійних стінах підсвічуються кольором, протилежним кольором фону: таблички з червоним тлом мають синє підсвічування, таблички з синім — червоне.
На стелю нанесені декоративні зображення, присвячені різним видам спорту. На платформі розташовані бронзові скульптури лижника, баскетболіста, хокеїста і футболіста, створені студією військових художників імені М. Б. Грекова. Їх встановили на круглі постаменти-колони зі світло-сірого граніту, на кожен з яких завдано фірмовий символ-емблема ЦСКА з абревіатурою клубу. Загальна висота кожної зі скульптур становить приблизно 5 м.

## Розташування та вестибюлі
Станція розташована на території історичної місцевості «Ходинське поле» на північному заході Москви, а також однойменного парку, на місці Центрального аеродрому ім. М. В. Фрунзе.
Станція має два наземних вестибюлі, стилізованих під паркові пагорби. У кожному з вестибюлів є п'ять підземних поверхів, два з яких — технічні. На нижньому поверсі розташовувані сама платформа, а на двох поверхах над нею — торгові площі. Дахи вестибюлів зроблені пологими, на них розташовані газон, пішохідні доріжки й лавки. Павільйони мають овальну форму. Обидва вестибюлі обладнані ескалаторами і ліфтами для маломобільних людей.
Вихід з південного вестибюля веде до центрального входу нового парку на Ходинському полі, вихід із північного — до льодового палацу спорту «Мегаспорт» (Ходинський бульвар, будинок 3).

## Пересадки
- Зорге
- А: с23, 207, 322

| Попередня станція | Лінія | Лінія                 | Лінія | Наступна станція |
| ----------------- | ----- | --------------------- | ----- | ---------------- |
| Петровський парк  |       | Велика кільцева лінія |       | Хорошевська      |